# Скотт (приток Блэквуда)
Скотт (англ. Scott River) — река в Западной Австралии. Приток реки Блэквуд. Длина составляет около 40,4 км. Высота истока 93,3 метра.

## География
Исток реки находится в 15 километрах к северу от мыса Блэк-Пойнт; река течёт параллельно побережью на запад через незаселённые территории и в национальном парке Скотта в 8 километрах от Августы впадает в реку Блэквуд.